# Maria Vetulani de Nisau
Maria Vetulani de Nisau, född 27 november 1898 i Tarnów i Polen, död 2 september 1944 i Warszawa, var en polsk socialist och soldat i det polsk-ukrainska kriget och andra världskriget.
Hon var dotter till ingenjören Franciszek Vetulani (1856−1921) och Katarzyna Ipohorska-Lenkiewicz (1868−1915). Hennes syster var konsthistorikern Cecylia Vetulani (1908–1980).  
Hon deltog i strider vid Lviv, 1918–1919, utklädd till man då kvinnor inte fick delta i strider.
År 1923 gifte hon sig med socialisten Bohdan de Nisau. Hon studerade medicin vid Jagellonska universitetet, men slutade 1924 när sonen Witold föddes. 
Paret flyttade 1927 till Sovjetunionen. Men hon flydde med sin son till Warszawa 1934 efter att Bohdan arresterats, i tron att han avrättats (Bohdan dödades i ett sovjetiskt fängelse 1943, nästan 10 år senare).
Under ockupationen av Polen var hon soldat i polska hemarmen Armia Krajowa. I hennes lägenhet gömdes judar på flykt. Hon sårades i strid den 2 september 1944, och dödades samma dag när tyskarna intog sjukhuset där hon vårdades. 
Hennes son Witold stred också mot ockupationen. Han sårades och fängslades av nazisterna, men överlevde. 